# Хворостянова, Раиса Васильевна
Раиса Васильевна Хворостянова (11 апреля 1939 — 27 июля 2009) — передовик советской нефтяной промышленности, оператор по добыче нефти и газа газопромыслового управления № 1 Уренгойского производственного объединения по добыче газа имени С. А. Оруджева Министерства газовой промышленности СССР, Ямало-Ненецкий автономный округ, полный кавалер ордена Трудовой Славы (1985).

## Биография
Родилась 11 апреля 1939 года в городе Керчь в Крыму. В 1958 году начала работать оператором по добыче газа в объединении «Кубаньгазпром», а с 1973 года «Надымгазпром».
С 1 февраля 1978 по 1 октября 1990 года работала оператором по добыче нефти и газа газопромыслового управления № 1 Уренгойского производственного объединения по добыче газа имени С. А. Оруджева Министерства газовой промышленности СССР, Ямало-Ненецкий автономный округ. 
Трудилась на месторождении Медвежье, участвовала в составе бригады в монтажных и пусконаладочных работах. Приобрела отличный опыт работ с установками типа УКПГ-1. Инициатор движения за сэкономленные химические реагенты. Предложила досрочно добыть 1 миллиард кубометра газа в сутки по Тюменской области. Хороший наставник для молодых специалистов нефтегазовой отрасли.   
Указом Президиума Верховного Совета СССР от 20 февраля 1975 года была награждена орденом Трудовой Славы III степени. 
Указом Президиума Верховного Совета СССР от 16 мая 1980 года была награждена орденом Трудовой Славы II степени. 
Указом Президиума Верховного Совета СССР от 15 мая 1985 года за успехи, достигнутые при выполнении плана и социалистических обязательств по увеличению продукции нефтяной промышленности была награждена орденом Трудовой Славы I степени. Стала полным кавалером Ордена Трудовой Славы.
В 1990 году вышла на заслуженный отдых.
Проживала в городе Новый Уренгой. Умерла 27 июля 2009 года. 

## Награды и звания
- Орден Трудовой Славы I степени (15.05.1985);
- Орден Трудовой Славы II степени (16.05.1980);
- Орден Трудовой Славы III степени (20.02.1975);
- медали;
- Почётный гражданин города Новый Уренгой.